# Соната для альта и фортепиано (Шостакович)
Соната для альта и фортепиано Дмитрия Дмитриевича Шостаковича, соч. 147, написанная в 1975 году — последнее произведение композитора, завершённое всего за несколько недель до смерти.
Последняя правка была внесена в партитуру 5 августа 1975 года, за четыре дня до смерти композитора. Произведение посвящено Фёдору Дружинину, советскому альтисту, многие годы сотрудничавшему с композитором и исполнявшему камерные произведения Шостаковича в составе Квартета имени Бетховена. Соната впервые была исполнена в ленинградском Доме композиторов 1 октября 1975 Фёдором Дружининым и Михаилом Мунтяном.
Цитаты самого Шостаковича и произведений других композиторов изобилуют в последних произведениях Шостаковича. В третьей части альтовой сонаты присутствуют цитаты из Бетховена, начиная с Лунной сонаты и заканчивая последними фортепианными концертами. Помимо этого, музыка сонаты также основана на русском фольклоре.
Произведение состоит из трёх частей:
1. Aria (of Novello) — Moderato
2. Scherzo — Allegretto
3. Памяти великого Бетховена — Adagio

Альтовая соната вдохновила режиссёров Александра Сокурова и Семёна Арановича на создание документального фильма «Дмитрий Шостакович. Альтовая соната», посвящённого трагической судьбе её автора. После завершения работы над картиной в 1981 году фильм попытались уничтожить, поскольку власти посчитали его антисоветским, и до 1987 года упоминание или показ фильма были запрещены в СССР.